# Brasão de armas de Antígua e Barbuda
O brasão de armas de Antígua e Barbuda foi desenhado em 1966 por Gordon Christopher. O simbolismo é mais complexo em relação com a bandeira de Antígua e Barbuda, mas muitos elementos são similares.
Na parte superior do brasão, sobre o elmo, há um abacaxi, uma fruta pela qual as ilhas são famosas. Há varias plantas ao redor do escudo, todas abundantes no país: hibisco vermelho, cana de açúcar, e mandioca. Segurando o escudo há um par de cervos que representam a fauna das ilhas. O desenho do escudo mostra o sol, que também se encontra na bandeira, nascendo de um mar azul e branco. O sol simboliza um novo princípio, e o fundo negro representa as origens africanas de muitos dos cidadãos da nação. Na parte inferior do escudo, de frente ao mar, há um moinho de açúcar estilizado. Em Baixo do escudo aparece representada uma faixa que está escrito o lema nacional: "Each endeavouring, all achieving" (Cada um esforçando-se, todos conseguindo).